# Iglesia de la Santa Cruz (Serón de Nágima)
La iglesia de la Santa Cruz fue la primera iglesia que tuvo Serón de Nágima provincia de Soria (España), construida tras la reconquista.

## Historia
Se construyó su primera iglesia, la de la Santa Cruz, para los pocos cristianos que llegaron, en el siglo XII, a las afueras del casco urbano, pues Serón seguiría teniendo mezquita para sus habitantes civiles, que aún no marcharían o convertirían (en el lugar que ocupa hoy la iglesia de Nuestra Señora del Mercado).
En la visita de 1820 que realiza a Serón el obispo de Osma se refiere la demolición de la iglesia de la Santa Cruz: «... También hay otra ermita con título de la Cruz que antes fue parroquia, y no la vio S. Y. por hallarse abandonada y ruinosa la cual mandó demoler y sus materiales los agrega a la iglesia de Santa María con la obligación de cederlos a favor del pueblo cuando sea necesario para cerrar la Capilla Mayor o a lo menos un cementerio o humilladero, colocando una cruz lo más decentemente que pueda ser en el lugar en que estuvo el Tabernáculo». Afortunadamente la demolición se realizó solo en parte y los materiales fueron reutilizados en el nuevo tapial sur de la iglesia.,

## Descripción

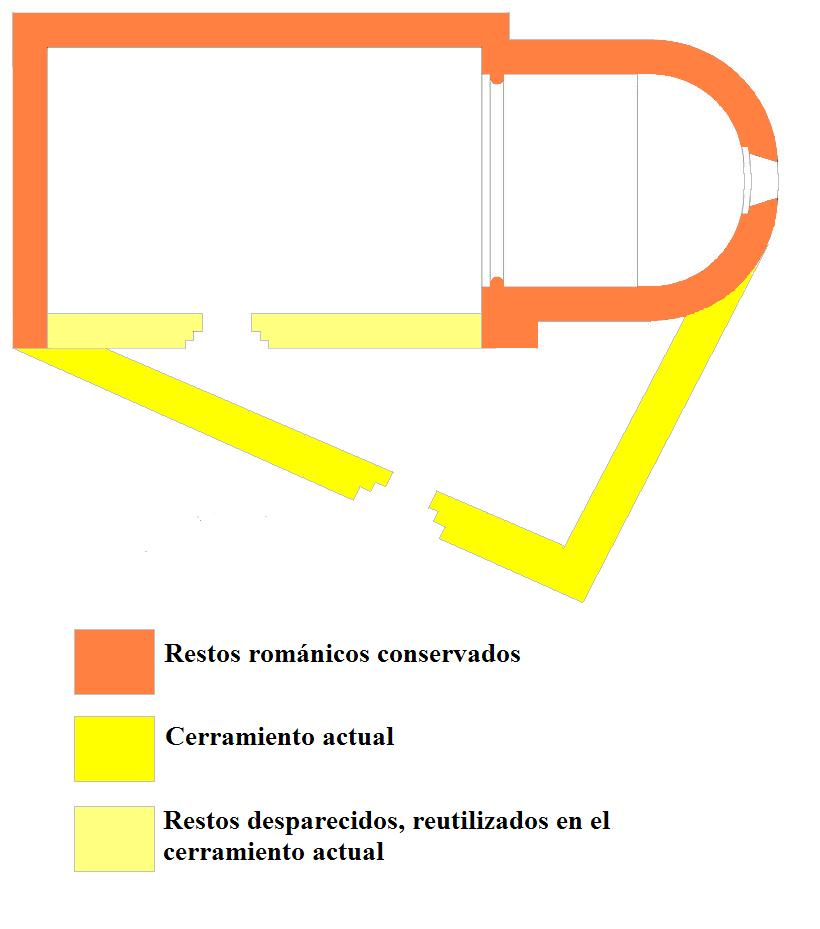
Planta de la iglesia

La iglesia de la Santa Cruz pudo formar parte de un recinto monástico, aunque de pequeña dimensión en los primeros años del siglo XII. Posteriormente la iglesia pasó a ser parroquia, cuando el recinto dejó de ser habitado por monjes, y después se utilizó como cementerio. Se conservan restos de la capilla restaurada que corresponde con el ábside. La planta de la iglesia debió ser de la mayor simplicidad: un ábside semicircular o en hemiciclo seguido de un presbiterio y una sola nave. Como es habitual, la luz en planta del presbiterio y ábside es ligeramente mayor a la de la nave, dando lugar al típico escalonamiento. El acceso al templo se realizaba desde el lado sur, algo muy frecuente en las iglesias románicas de la provincia de Soria. La cubierta de la nave debió ser de madera.
El ábside se abre en arco de medio punto ligeramente apuntado con dos grandes columnas que sujetan el presbiterio y ábside; aquel, con bóveda de medio cañón apuntado, y este, semicircular con bóveda de horno. Las cabeceras de arcos triunfales cerrados, dentro de una época románica, tan sólo conservan una manera de hacer de unos talleres con influencias retardatarias, aunque en este caso el arco es ligeramente más amplio. Se conserva el muro norte y oeste de la iglesia y la puerta de entrada, desplazada junto con el muro sur para dar mayor amplitud al cementerio. La portada es muy simple, tan solo una arquivolta sin decoración ligeramente apuntada.
En este paraje se sitúa la fuente de los curas, se trata de una pequeña fuente situada en el margen derecho del río Nágima a unos 50m aguas arriba del puente de Carragomara. Al paraje se le denomina 'El Santo Cristo'.